# Jay Ryan
Jay Bunyan, mer känd under namnet Jay Ryan, född 29 augusti 1981 i Auckland, Nya Zeeland, är en nyzeeländsk skådespelare.

## Filmografi

### Film
| År   | Titel          | Roll        | Anmärkning |
| ---- | -------------- | ----------- | ---------- |
| 2002 | Superfire      | Dennis      | TV-film    |
| 2003 | You Wish!      | Charles     | TV-film    |
| 2008 | Mockingbird    | Joel        | Kortfilm   |
| 2008 | Bleeders       | Finn        | Kortfilm   |
| 2009 | Franswa Sharl  | Sonny       | Kortfilm   |
| 2010 | Lou            | Cosmo       |            |
| 2019 | Det: Kapitel 2 | Ben Hanscom |            |

### TV
| År        | Titel                   | Roll                            | Anmärkning             |
| --------- | ----------------------- | ------------------------------- | ---------------------- |
| 1998      | Young Hercules          | Cadet                           | 1 avsnitt              |
| 1999      | Xena – Krigarprinsessan | Zortis                          | 1 avsnitt              |
| 2002      | The Tribe               | Blue                            | 2 avsnitt              |
| 2002      | Being Eve               | Sam Hooper                      | 13 avsnitt             |
| 2002–2005 | Grannar                 | Jack Scully                     |                        |
| 2005      | Interrogation           | Dean Salmon                     | 3 avsnitt              |
| 2007–2009 | Sea Patrol              | Able Seaman Billy "Spider" Webb |                        |
| 2009–2012 | Go Girls                | Kevin                           |                        |
| 2010      | Legend of the Seeker    | Alastair                        | 1 avsnitt              |
| 2011      | Offspring               | Fraser King                     | 6 avsnitt              |
| 2011      | Terra Nova              | Curran                          | 3 avsnitt              |
| 2012–2016 | Beauty & the Beast      | Vincent Keller                  | Huvudroll – 70 avsnitt |
| 2013      | Top of the Lake         | Mark Mitcham                    | 6 avsnitt              |